# Campeonato Europeo de Concurso Completo
El Campeonato Europeo de Concurso Completo Ecuestre es la máxima competición europea de la especialidad hípica de concurso completo. Se realiza cada año impar desde 1953 bajo la organización de la Federación Ecuestre Internacional (FEI).
El Reino Unido ha dominado claramente en esta disciplina hípica, consiguiendo 43 títulos de campeón europeo (20 individual y 23 por equipos) y un total de 87 medallas.

## Individual
| Núm.   | Año  | Sede                             | Oro                                              | Plata                                           | Bronce                                         |
| ------ | ---- | -------------------------------- | ------------------------------------------------ | ----------------------------------------------- | ---------------------------------------------- |
| I      | 1953 | Badminton ( Reino Unido)         | Lawrence Rook (Starlight) Reino Unido            | Francis Weldon (Kilbarry) Reino Unido           | Hans Schwarzenbach · (Vae Victis) · Suiza      |
| II     | 1954 | Basilea · ( Suiza)               | Albert Hill (Crispin) Reino Unido                | Francis Weldon (Kilbarry) Reino Unido           | Lawrence Rook (Starlight) Reino Unido          |
| III    | 1955 | Windsor ( Reino Unido)           | Francis Weldon (Kilbarry) Reino Unido            | John Oram (Radar) Reino Unido                   | Albert Hill (Countryman) Reino Unido           |
| IV     | 1957 | Copenhague ( Dinamarca)          | Sheila Willcox (High-and-Mighty) Reino Unido     | August Lütke-Westhues (Franko) RFA              | Jonas Lindgren · (Eldorado) · Suecia           |
| V      | 1959 | Harewood ( Reino Unido)          | Hans Schwarzenbach · (Burn Trout) · Suiza        | Francis Weldon (Samuel Johnson) Reino Unido     | Derek Allhusen (Laurien) Reino Unido           |
| VI     | 1962 | Burghley ( Reino Unido)          | James Templer (M'Lord Connolly) Reino Unido      | Guerman Gaziumov (Granj) URSS                   | Jane Wykeham-Musgrave (Ryebrooks) Reino Unido  |
| VII    | 1965 | Moscú ( URSS)                    | Marian Babirecki · (Volt) · Polonia              | Lev Baklyshkin (Evlon) URSS                     | Horst Karsten (Condora) RFA                    |
| VIII   | 1967 | Punchestown ( Irlanda)           | Eddie Boylan (Durlas Eile) Irlanda               | Martin Whiteley (The Poacher) Reino Unido       | Derek Allhusen (Lochinvar) Reino Unido         |
| IX     | 1969 | Le Pin-au-Haras ( Francia)       | Mary Gordon-Watson (Cornishman V) Reino Unido    | Richard Walker (Pasha) Reino Unido              | Bernd Messmann (Windspiel) RFA                 |
| X      | 1971 | Burghley ( Reino Unido)          | Princesa Ana (Doublet) Reino Unido               | Debbie West (Baccarat) Reino Unido              | Stuart Stevens (Classic Chips) Reino Unido     |
| XI     | 1973 | Kiev ( URSS)                     | Alexandr Yevdokimov (Jeger) URSS                 | Herbert Blöcker (Albrant) RFA                   | Horst Karsten (Sioux) RFA                      |
| XII    | 1975 | Luhmühlen ( RFA)                 | Lucinda Prior-Palmer (Be Fair) Reino Unido       | Princesa Ana (Goodwill) Reino Unido             | Piotr Gornushko (Gusar) URSS                   |
| XIII   | 1977 | Burghley ( Reino Unido)          | Lucinda Prior-Palmer (George) Reino Unido        | Karl Schultz (Madrigal) RFA                     | Horst Karsten (Sioux) RFA                      |
| XIV    | 1979 | Luhmühlen ( RFA)                 | Nils Haagensen (Monaco) Dinamarca                | Rachel Bayliss (Gurgle the Greek) Reino Unido   | Rüdiger Schwarz (Power Game) RFA               |
| XV     | 1981 | Horsens ( Dinamarca)             | Hansueli Schmutz · (Oran) · Suiza                | Helmut Rethemeier (Santiago) RFA                | Brian McSweeney (Inis Meain) Irlanda           |
| XVI    | 1983 | Frauenfeld · ( Suiza)            | Rachel Bayliss (Mystic Minstrel) Reino Unido     | Lucinda Green (Regal Realm) Reino Unido         | Christian Persson · (Joel) · Suecia            |
| XVII   | 1985 | Burghley ( Reino Unido)          | Virginia Holgate (Priceless) Reino Unido         | Lorna Clarke (Myross) Reino Unido               | Ian Stark (Oxford Blue) Reino Unido            |
| XVIII  | 1987 | Luhmühlen ( RFA)                 | Virginia Leng (Night Cap) Reino Unido            | Ian Stark (Sir Wattie) Reino Unido              | Claus Erhorn (Justyn Thyme) RFA                |
| XIX    | 1989 | Burghley ( Reino Unido)          | Virginia Leng (Master Craftsman) Reino Unido     | Jane Thelwall (Kings Jester) Reino Unido        | Lorna Clarke (Fearliath Mor) Reino Unido       |
| XX     | 1991 | Punchestown ( Irlanda)           | Ian Stark (Glenburnie) Reino Unido               | Richard Walker (Jacana) Reino Unido             | Karen Straker (Get Smart) Reino Unido          |
| XXI    | 1993 | Utting am Ammersee · ( Alemania) | Jean-Lou Bigot (Twist La Beige) Francia          | Kristina Gifford (Song and Dance) Reino Unido   | Eduard Stibbe · (Bahlua) · Países Bajos        |
| XXII   | 1995 | Pratoni del Vivaro · ( Italia)   | Lucy Thompson (Welton Romance) Irlanda           | Marie-Christine Duroy (Ut to Placineau) Francia | Mary King (King William) Reino Unido           |
| XXIII  | 1997 | Burghley ( Reino Unido)          | Bettina Hoy · (Watermill Stream) · Alemania      | William Fox-Pitt (Cosmopolitan) Reino Unido     | Kristina Gifford (General Jock) Reino Unido    |
| XXIV   | 1999 | Luhmühlen · ( Alemania)          | Philippa Funnell (Supreme Rock) Reino Unido      | Linda Algotsson · (Stand By Me) · Suecia        | Paula Törnqvist · (Monaghanj) · Suecia         |
| XXV    | 2001 | Pau ( Francia)                   | Philippa Funnell (Supreme Rock) Reino Unido      | Inken Johannsen · (Brilliante) · Alemania       | Enrique Sarasola · (Dope Doux) · España        |
| XXVI   | 2003 | Punchestown ( Irlanda)           | Nicolas Touzaint (Galan de Sauvagère) Francia    | Linda Algotsson · (Stand By Me) · Suecia        | Philippa Funnell (Walk on Star) Reino Unido    |
| XXVII  | 2005 | Blenheim ( Reino Unido)          | Zara Phillips (Toytown) Reino Unido              | William Fox-Pitt (Tamarillo) Reino Unido        | Ingrid Klimke · (Sleep Late) · Alemania        |
| XXVIII | 2007 | Pratoni del Vivaro · ( Italia)   | Nicolas Touzaint (Galan de Sauvagère) Francia    | Mary King (Call Again Cavalier) Reino Unido     | Bettina Hoy · (Ringwood Cockatoo) · Alemania   |
| XXIX   | 2009 | Fontainebleau ( Francia)         | Kristina Cook (Miners Frolic) Reino Unido        | Georgina French (Some Day Soon) Reino Unido     | Michael Jung · (Sam FBW) · Alemania            |
| XXX    | 2011 | Luhmühlen · ( Alemania)          | Michael Jung · (Sam FBW) · Alemania              | Sandra Auffarth · (Opgun Louvo) · Alemania      | Frank Ostholt · (Little Paint) · Alemania      |
| XXXI   | 2013 | Malmö · ( Suecia)                | Michael Jung · (Halunke FBW) · Alemania          | Ingrid Klimke · (Escada JS) · Alemania          | William Fox-Pitt (Chilli Morning) Reino Unido  |
| XXXII  | 2015 | Blair ( Reino Unido)             | Michael Jung · (fischer Takinou) · Alemania      | Sandra Auffarth · (Opgun Louvo) · Alemania      | Thibaut Vallette (Qing du Briot) Francia       |
| XXXIII | 2017 | Strzegom · ( Polonia)            | Ingrid Klimke · (Horseware Hale Bob) · Alemania  | Michael Jung · (fischerRocana) · Alemania       | Nicola Wilson (Bulana) Reino Unido             |
| XXXIV  | 2019 | Luhmühlen · ( Alemania)          | Ingrid Klimke · (Hale Bob) · Alemania            | Michael Jung · (fischerChipmunk) · Alemania     | Cathal Daniels (Rioghan Rua) Irlanda           |
| XXXV   | 2021 | Avenches · ( Suiza)              | Nicola Wilson (JL Dublin) Reino Unido            | Georgina March (Brookfield Inocent) Reino Unido | Sarah Bullimore (Corouet) Reino Unido          |
| XXXVI  | 2023 | Le Pin-au-Haras ( Francia)       | Rosalind Canter (Lordships Graffalo) Reino Unido | Kitty King (Vendredi Biats) Reino Unido         | Sandra Auffarth · (Viamant du Matz) · Alemania |

### Medallero histórico
- Actualizado a Le Pin-au-Haras 2023.

| Núm. | País         | Oro | Plata | Bronce | Total |
| ---- | ------------ | --- | ----- | ------ | ----- |
| 1    | Reino Unido  | 21  | 22    | 15     | 58    |
| 2    | Alemania     | 5   | 9     | 11     | 25    |
| 3    | Francia      | 3   | 1     | 1      | 5     |
| 4    | Irlanda      | 2   | 0     | 2      | 4     |
| 4    | Suiza        | 2   | 0     | 1      | 3     |
| 6    | URSS         | 1   | 2     | 1      | 4     |
| 7    | Dinamarca    | 1   | 0     | 0      | 1     |
| 7    | Polonia      | 1   | 0     | 0      | 1     |
| 9    | Suecia       | 0   | 2     | 3      | 5     |
| 10   | España       | 0   | 0     | 1      | 1     |
| 10   | Países Bajos | 0   | 0     | 1      | 1     |
|      | TOTAL        | 36  | 36    | 36     | 108   |

## Por equipos
| Núm.   | Año  | Sede                             | Oro | Plata | Bronce |
| ------ | ---- | -------------------------------- | --- | --- | --- |
| I      | 1953 | Badminton ( Reino Unido)         | Francis Weldon (Kilbarry) Reg Hindley (Speculation) Albert Hill (Bambi) Reino Unido                                                            | — | — |
| II     | 1954 | Basilea · ( Suiza)               | Albert Hill (Crispin) Francis Weldon (Kilbarry) Laurence Rook (Starlight) Diana Mason (Tramella) Reino Unido                                   | Wilhelm Büsing (Trux) August Lütke-Westhues (Hubertus) Klaus Wagner (Dachs) Max Huck (Fockdra von Kamax) RFA                                                          | — |
| III    | 1955 | Windsor ( Reino Unido)           | Francis Weldon (Kilbarry) Albert Hill (Countryman) Laurence Rook (Starlight) Diana Mason (Tramella) Reino Unido                                | Anton Bühler · (Uranus) · Hans Bühler · (Richard) · Marc Büchler · (Tizian) · Andrea Zindel · (Vae Victis) · Suiza                                                    | — |
| IV     | 1957 | Copenhague ( Dinamarca)          | Sheila Willcox (High & Mighty) Ted Marsh (Wild Venture) Derek Allhusen (Laurien) Kit Tatham-Warter (Pampas Cat) Reino Unido                    | August Lütke-Westhues (Franko II) Siegfried Dehning (Fechtlanze) Reiner Klimke (Lausbub) Dieter Fösken RFA                                                            | Jonas Lindgren · (Eldorado) · Evert Petterson · (Tom Raid) · Petrus Kastenman · (Illuster) · K.G. Holm · (Air) · Suecia                                             |
| V      | 1959 | Harewood ( Reino Unido)          | August Lütke-Westhues (Franko II) Ottokar Pohlmann (Polarfuchs) Siegfried Dehning (Fechtlanze) Reiner Klimke (Fortunat) RFA                    | Francis Weldon (Samuel Johnson) Derek Allhusen (Laurien) Jeremy Beale (Fulmer Folly) Sheila Waddington (Airs & Graces) Reino Unido                                    | Jéhan Le Roy (Garden) Pierre Durand (Guillano) Guy Lefrant (Nicias) Hugues Landon (Espionne) Francia                                                                |
| VI     | 1962 | Burghley ( Reino Unido)          | Guerman Gaziumov (Granj) Pavel Deyev (Satrap) Lev Baklyshkin (Jirurg) Saibattal Mursalimov URSS                                                | Anthony Cameron (Sam Weller) Harry Freeman-Jackson (St Finbarr) Virginia Freeman-Jackson (Irish Lace) Patrick Connolly-Carew (Ballyhoo) Irlanda                       | Francis Weldon (Young Pretender) Michael Bullen (Sea Breeze) Susan Fleet (The Gladiator) Peter Welch (Mister Wilson) Reino Unido                                    |
| VII    | 1965 | Moscú ( URSS)                    | Valentin Gorelkin Saibattal Mursalimov (Dzhigit) Alexandr Yevdokimov (Padarok) Lev Baklyshkin (Evlon) URSS                                     | Penelope Moreton (Loughlin) Virginia Freeman-Jackson (Sam Weller) Eddie Boylan (Durlas Eile) Anthony Cameron (Lough Druid) Irlanda                                    | Derek Allhusen (Lochinvar) Richard Meade (Barberry) Christine Sheppard (Fenjirao) Reuben Jones (Master Bernard) Reino Unido                                         |
| VIII   | 1967 | Punchestown ( Irlanda)           | Martin Whitely (The Poacher) Derek Allhusen (Lochinvar) Reuben Jones (Foxdor) Richard Meade (Barberry) Reino Unido                             | Eddie Boylan (Durlas Eile) John Fowler (Dooney Rock) Lady Petersham (Sam Weller) William Mullins (March Hawk) Irlanda                                                 | Jean-Jacques Guyon (Pitou) Daniel Lechevallier (Opera) Henri Michel (Ouragan) Michel Cochenet (Artaban II) Francia                                                  |
| IX     | 1969 | Le Pin-au-Haras ( Francia)       | Richard Walker (Pasha) Derek Allhusen (Lochinvar) Polly Hely-Hutchinson (Count Jasper) Reuben Jones (The Poacher) Reino Unido                  | Yuri Solos (Fat) Alexandr Yevdokimov (Farjad) Kamo Zakarian (Fugus) Y. Kepp (Hobot) URSS                                                                              | Bernd Messmann (Windspiel) Kurt Mergler (Adajio) Horst Karsten (Vaibel) Otto Ammermann (Alpaca) RFA                                                                 |
| X      | 1971 | Burghley ( Reino Unido)          | Debbie West (Baccarat) Richard Meade (The Poacher) Mary Gordon-Watson (Cornishman) Mark Phillips (Great Ovations) Reino Unido                  | Serguei Mujin (Resfeder) Vladimir Soroka (Obzor) Alexandr Yevdokimov (Farjad) Yuri Solos (Rashod) URSS                                                                | Bill McLernon (Ballangarry) Diana Wilson (Broken Promise) William Powell-Harris (Smokey VI) Ronnie McMahon (San Carlos) Irlanda                                     |
| XI     | 1973 | Kiev ( URSS)                     | Herbert Blöcker (Albrant) Kurt Mergler (Vaibel) Horst Karsten (Sioux) Harry Klugmann (El Paso) RFA                                             | Alexandr Yevdokimov (Resfeder) Vladimir Soroka (Obzor) Yuri Salnikov (Bagazh) Valentin Gorelkin (Rock) URSS                                                           | Richard Meade (Wayfarer II) Lucinda Prior-Palmer (Be Fair) Janet Hodgson (Larkspur) Debbie West (Baccarat) Reino Unido                                              |
| XII    | 1975 | Luhmühlen ( RFA)                 | Piotr Gornushko (Gusar) Viktor Kalinin (Araks) Vladimir Laniuguin (Reflex) Vladimir Tishkin (Flot) URSS                                        | Lucinda Prior-Palmer (Be Fair) Princesa Ana (Goodwill) Sue Hatherly (Harley) Janet Hodgson (Larkspur) Reino Unido                                                     | Kurt Mergler (Vaibel) Herbert Blöcker (Albrant) Harry Klugmann (Veberod) Horst Karsten (Sioux) RFA                                                                  |
| XIII   | 1977 | Burghley ( Reino Unido)          | Lucinda Prior-Palmer (George) Jane Holderness-Roddam (Warrior) Christopher Collins (Smokey VI) Clarissa Strachan (Merry Sovereign) Reino Unido | Karl Schultz (Madrigal) Horst Karsten (Sioux) Hanna Huppelsberg-Zwöck (Akzent) Harry Klugmann (El Paso) RFA                                                           | John Watson (Cambridge Blue) Eric Horgan (Pontoon) Patsy Maher (Ballagarry) Norman van de Vater (Blue Tom Tit) Irlanda                                              |
| XIV    | 1979 | Luhmühlen ( RFA)                 | John Watson (Cambridge Blue) David Foster (Inis Mean) Alan Lillingston (Seven Up) Helen Cantillon (Wing Forward) Irlanda                       | Clarissa Strachan (Warrior) Lucinda Prior-Palmer (Killaire) Sue Hatherly (Monacle II) Christopher Collins (Gamble) Reino Unido                                        | Thierry Touzaint (Griboille C) Armand Bigot (Gamin du Bois) Thierry Lacour (Sertorius) Edoaurd Decharme (Frisson A) Francia                                         |
| XV     | 1981 | Horsens ( Dinamarca)             | Lizzie Purbrick (Peter the Great) Sue Benson (Gemma Jay) Richard Meade (Kilcashel) Virginia Holgate (Priceless) Reino Unido                    | Josef Burger · (Beaujour de Mars) · Josef Räber · (Benno II) · Hansueli Schmutz · (Oran) · Ernst Baumann · (Baron) · Suiza                                            | Mirosław Ślusarczyk · (Ekran) · Krzysztof Rafalak · (Djak) · Jan Lipczyński · (Elektron) · Mirosław Szłapka · (Erywan) · Polonia                                    |
| XVI    | 1983 | Frauenfeld · ( Suiza)            | Christian Persson · (Joel) · Göran Breisner · (Ultimus xx) · Sven Ingvarsson · (Doledo) · Jeanette Ullsten · (Noir) · Suecia                   | Lucinda Prior-Palmer (Regal Realm) Virginia Holgate (Night Cap) Lorna Clarke (Danville) Diana Clapham (Windjammer) Reino Unido                                        | Pascal Morvillers (Gulliver B) Thierry Lacour (Hymen de la Cour) Marie-Christine Duroy (Harley) Patrick Marquebielle (Flamenco III) Francia                         |
| XVII   | 1985 | Burghley ( Reino Unido)          | Virginia Holgate (Priceless) Lorna Clarke (Myross) Ian Stark (Oxford Blue) Lucinda Green (Regal Realm) Reino Unido                             | Jean Teulère (Godelureau) Vincent Berthet (Kopino) Marie-Christine Duroy (Harley) Pascal Morvillers (Gulliver B) Francia                                              | Christoph Wagner (Phillip) Jürgen Blum (Frosty Bay) Ralf Ehrenbrink (Bettina) Claus Erhorn (Fair Lady) RFA                                                          |
| XVIII  | 1987 | Luhmühlen ( RFA)                 | Virginia Leng (Night Cap) Ian Stark (Sir Wattie) Rachel Hunt (Aloaf) Lucinda Green (Shannagh) Reino Unido                                      | Wolfgang Mengers (Half Moon Bay) Ralf Ehrenbrink (Uncle Toss) Claus Erhorn (Justyn Thyme) Jürgen Blum (Frosty Bay) RFA                                                | Thierry Lacour (Hymen de la Cour) Didier Seguret (Jovial E) Vincent Berthet (Jet Crub) Pascal Morvillers (Jacquet) Francia                                          |
| XIX    | 1989 | Burghley ( Reino Unido)          | Rodney Powell (The Irishman II) Ian Stark (Glenburnie) Virginia Leng (Master Craftsman) Lorna Clarke (Fearliath Mor) Reino Unido               | Eduard Stibbe · (Bristols Autumn Fantasy) · Fiona van Tuyll · (Just a Gamble) · Mandy Stibbe-Jeakins · (Bristols Autumn Bronze) · Países Bajos                        | Melanie Duff (Rathlin Joe) Olivia Holohan (Rusticus) Eric Horgan (Homer) Joe McGowan (Private Deal) Irlanda                                                         |
| XX     | 1991 | Punchestown ( Irlanda)           | Ian Stark (Glenburnie) Richard Walker (Jacana) Karen Straker (Get Smart) Mary Thomson (King William) Reino Unido                               | Sonya Duke (Bright Imp) Olivia Holohan (Buket) Jeremy Spring (Holy Smoke) Fiona Wentges (Oliver) Irlanda                                                              | Jean-Jacques Boisson (Oscar de la Loge) Didier Mayoux (Maryland II) Jean Teulère (Orvet de Bellaing) Didier Seguret (Newlot) Francia                                |
| XXI    | 1993 | Utting am Ammersee · ( Alemania) | Lars Christensson · (One Way) · Fredrik Bergendorff · (Michaelmas Day) · Erik Duvander · (Right On Time) · Anna Hermann · (Mr Punch) · Suecia  | Jean Teulère (Orvet de Bellai) Michel Bouquet (Newport) Didier Seguret (Newlot) Jean-Lou Bigot (Twist la Beige) Francia                                               | Susan Shortt (Menana) Sonya Rowe (Bright Imp) Sally Corscadden (Cageodore) Eric Smiley (Enterprise) Irlanda                                                         |
| XXII   | 1995 | Pratoni del Vivaro · ( Italia)   | Charlotte Bathe (The Cool Customer) Kristina Gifford (Midnight Blue) William Fox-Pitt (Cosmopolitan) Mary King (King William) Reino Unido      | Gilles Pons (Ramdame) Rodolphe Scherer (Urane de Pins) Didier Willefert (Seducteur Biolay) Jean-Lou Bigot (Twist la Beige) Francia                                    | Mark Barry (Collongues) Virginia McGrath (Yellow Earl) Eric Smiley (Enterprise) Lucy Thompson (Welton Romance) Irlanda                                              |
| XXIII  | 1997 | Burghley ( Reino Unido)          | Christopher Bartle (Word Perfect II) Ian Stark (Arakai) Mary King (Rusty) William Fox-Pitt (King William) Reino Unido                          | Sivert Jonsson · (Jumping Jet Pack) · Magnus Österlund · (Master Mind) · Paula Törnqvist · (Monaghan) · Anna Hermann · (Home Run II) · Suecia                         | Jean Teulère (Rodosto) Frédéric de Romblay (Rosendael) Marie-Christine Duroy (Summer Song) Jean-Lou Bigot (Twist la Beige) Francia                                  |
| XXIV   | 1999 | Luhmühlen · ( Alemania)          | Kristina Gifford (The Gangster II) Jeanette Brakewell (Over To You) Ian Stark (Jaybee) Philippa Funnell (Supreme Rock) Reino Unido             | Peter Thomsen · (Warren Gorse) · Herbert Blöcker · (Chicol) · Nele Hagener · (Little McMuffin) · Bodo Battenberg · (Sam the Man) · Alemania                           | Virginie Caulier · (Kiona) · Kurt Heyndrickx · (Archimedes) · Carl Bouckaert · (Welton Molecule) · Constantin Van Rijckevorsel · (Otis) · Bélgica                   |
| XXV    | 2001 | Pau ( Francia)                   | Leslie Law (Shear H2O) Jeanette Brakewell (Over To You) William Fox-Pitt (Stunning) Philippa Funnell (Supreme Rock) Reino Unido                | Rodolphe Scherer (Quack) Denis Mesples (Vanpire) Frédéric de Romblay (Baba Au Rhum) Didier Courrèges (Debat D'Estruval) Francia                                       | Fabio Fani Ciotti · (Down Town Brown) · Andrea Verdina · (Donnizetti) · Marco Biasia · (Ecu) · Fabio Magni · (Cool'n) · Italia                                      |
| XXVI   | 2003 | Punchestown ( Irlanda)           | Jeanette Brakewell (Over To You) William Fox-Pitt (Moon Man) Leslie Law (Shear l'Eau) Philippa Funnell (Walk On Star) Reino Unido              | Jean-Luc Force (Crocus Jacob) Jean Teulère (Hobby du Mée) Arnaud Boiteau (Expo du Moulin) Nicolas Touzaint (Galan de Sauvagère) Francia                               | Karin Donckers · (Gormley) · Carl Bouckaert · (Welton Molecule) · Dolf Desmedt · (Bold Action) · Constantin Van Rijckevorsel · (Withcote Nellie) · Bélgica          |
| XXVII  | 2005 | Blenheim ( Reino Unido)          | Zara Phillips (Toytown) William Fox-Pitt (Tamarillo) Jeanette Brakewell (Over To You) Leslie Law (Shear l'Eau) Reino Unido                     | Arnaud Boiteau (Expo du Moulin) Didier Willefert (Escape Lane Mili) Gilles Viricel (Blakring Mili) Nicolas Touzaint (Hidalgo de l'Ile) Francia                        | Frank Ostholt · (Air Jordan) · Hinrich Romeike · (Marius) · Anna Warnecke · (Twinkle Bee) · Bettina Hoy · (Ringwood Cockatoo) · Alemania                            |
| XXVIII | 2007 | Pratoni del Vivaro · ( Italia)   | Oliver Townend (Flint Curtis) Katherine Dick (Spring Along) Zara Phillips (Toytown) Mary King (Call Again Cavalier) Reino Unido                | Arnaud Boiteau (Expo du Moulin) Didier Dhennin (Ismene du Temple) Eric Vigeanel (Coronado Prior) Nicolas Touzaint (Galan de Sauvagère) Francia                        | Susanna Bordone · (Ava) · Fabio Magni · (Southern King V) · Roberto Rotatori · (Irham de Vaiges) · Vittoria Panizzon · (Rock Model) · Italia                        |
| XXIX   | 2009 | Fontainebleau ( Francia)         | Kristina Cook (Miners Frolic) William Fox-Pitt (Idalgo du Donjon) Nicola Wilson (Opposition Buzz) Oliver Townend (Flint Curtis) Reino Unido    | Roberto Rotatori · (Irham de Vaiges) · Juan Carlos García · (Iman du Golfe) · Stefano Brecciaroli · (Oroton) · Susanna Bordone · (Blue Moss) · Italia                 | Karin Donckers · (Gazelle de la Brasserie) · Joris Vanspringel · (Bold Action) · Virginie Caulier · (Kilo) · Constantin Van Rijckevorsel · (Our Vintage) · Bélgica  |
| XXX    | 2011 | Luhmühlen · ( Alemania)          | Michael Jung · (Sam) · Sandra Auffarth · (Opgun Louvo) · Ingrid Klimke · (Butts Abraxxas) · Andreas Dibowski · (Fantasia) · Alemania           | Donatien Schauly (Ocarina du Chanois) Nicolas Touzaint (Quirinal de la Bastide) Stanislas de Zuchowicz (Quirinal de la Bastide) Pascal Leroy (Minos de Petra) Francia | William Fox-Pitt (Cool Mountain) Georgina French (Jakata) Nicola Wilson (Opposition Buzz) Mary King (Imperial Cavalier) Reino Unido                                 |
| XXXI   | 2013 | Malmö · ( Suecia)                | Michael Jung · (Halunke) · Ingrid Klimke · (Escada) · Dirk Schrade · (Hop and Skip) · Andreas Dibowski · (Butts Avedon) · Alemania             | Niklas Lindbäck · (Mister Pooh) · Ludwig Svennerstål · (Shamwari) · Frida Andersen · (Herta) · Sara Algotsson Ostholt · (Reality) · Suecia                            | Nicolas Touzaint (Lesbos) Donatien Schauly (Séculaire) Karim Laghouag (Punch de l'Esques) Astier Nicolas (Piaf de b'Neville) Francia                                |
| XXXII  | 2015 | Blair ( Reino Unido)             | Michael Jung · (Takinou) · Sandra Auffarth · (Opgun Louvo) · Ingrid Klimke · (Hale Bob) · Dirk Schrade · (Hop and Skip) · Alemania             | Kitty King (Persimmon) Philippa Funnell (Sandman) Nicola Wilson (One Two Many) William Fox-Pitt (Bay My Hero) Reino Unido                                             | Thibaut Vallette (Qing du Briot) Mathieu Lemoine (Bart L) Thomas Carlile (Sirocco du Gers) Karim Laghouag (Entebbe) Francia                                         |
| XXXIII | 2017 | Strzegom · ( Polonia)            | Kristina Cook (Billy the Red) Nicola Wilson (Bulana) Rosalind Canter (Allstar B) Oliver Townend (Cooley SRS) Reino Unido                       | Sara Algotsson Ostholt · (Reality) · Louise Svensson Jähde · (Utah Sun) · Niklas Lindbäck · (Focus Filiocus) · Ludwig Svennerstål · (Paramount Importance) · Suecia   | Pietro Roman · (Barraduff) · Pietro Sandei · (Rubis de Prere) · Vittoria Panizzon · (Chequers Play the Game) · Arianna Schivo · (Quefira de l'Ormeau) · Italia      |
| XXXIV  | 2019 | Luhmühlen · ( Alemania)          | Ingrid Klimke · (Hale Bob) · Michael Jung · (Chipmunk) · Andreas Dibowski · (Corrida) · Kai Rüder · (Colani Sunrise) · Alemania                | Oliver Townend (Cooley Master Class) Georgina French (Quarrycrest Echo) Philippa Funnell (Majas Hope) Kristina Cook (Billy the Red) Reino Unido                       | Ludwig Svennerstål · (El Kazir) · Louise Romeike · (Waikiki) · Malin Josefsson · (Golden Midnight) · Niklas Lindbäck · (Focus Filiocus) · Suecia                    |
| XXXV   | 2021 | Avenches · ( Suiza)              | Nicola Wilson (JL Dublin) Georgina March (Brookfield Inocent) Kitty King (Vendredi Biats) Rosalind Canter (Allstar B) Reino Unido              | Michael Jung · (Fischerwild Wave) · Ingrid Klimke · (Hale Bob Old) · Andreas Dibowski · (Corrida) · Anna Siemer · (Butts Avondale) · Alemania                         | Sara Algotsson Ostholt · (Chicuelo) · Malin Josefsson · (Golden Midnight) · Malin Petersen · (Charly Brown 311) · Christoffer Forsberg · (Hippo’s Sapporo) · Suecia |
| XXXVI  | 2023 | Le Pin-au-Haras ( Francia)       | Kitty King (Vendredi Biats) Yasmin Ingham (Banzai du Loir) Laura Collett (London 52) Rosalind Canter (Lordships Graffalo) Reino Unido          | Malin Hansen-Hotopp · (Carlitos Quidditch K) · Christoph Wahler · (Carjatan S) · Sandra Auffarth · (Viamant du Matz) · Michael Jung · (Fischerchipmunk) · Alemania    | Stephane Landois (Ride for Thais) Karim Laghouag (Triton Fontaine) Nicolas Touzaint (Absolut Gold) Gaspard Maksud (Zaragoza) Francia                                |

### Medallero histórico
- Actualizado a Le Pin-au-Haras 2023.

| Núm. | País         | Oro | Plata | Bronce | Total |
| ---- | ------------ | --- | ----- | ------ | ----- |
| 1    | Reino Unido  | 24  | 6     | 4      | 34    |
| 2    | Alemania     | 6   | 8     | 4      | 18    |
| 3    | URSS         | 3   | 3     | 0      | 6     |
| 4    | Suecia       | 2   | 3     | 3      | 8     |
| 5    | Irlanda      | 1   | 4     | 5      | 10    |
| 6    | Francia      | 0   | 8     | 10     | 18    |
| 7    | Italia       | 0   | 1     | 3      | 4     |
| 8    | Países Bajos | 0   | 1     | 0      | 1     |
| 8    | Suiza        | 0   | 1     | 0      | 1     |
| 10   | Bélgica      | 0   | 0     | 3      | 3     |
| 11   | Polonia      | 0   | 0     | 1      | 1     |
|      | TOTAL        | 36  | 35    | 33     | 104   |

## Medallero histórico total
- Actualizado a Le Pin-au-Haras 2023.

| Núm. | País         | Oro | Plata | Bronce | Total |
| ---- | ------------ | --- | ----- | ------ | ----- |
| 1    | Reino Unido  | 44  | 27    | 19     | 90    |
| 2    | Alemania     | 12  | 18    | 15     | 45    |
| 3    | URSS         | 4   | 5     | 1      | 10    |
| 4    | Francia      | 3   | 9     | 11     | 23    |
| 5    | Irlanda      | 3   | 4     | 7      | 14    |
| 6    | Suecia       | 2   | 5     | 6      | 13    |
| 7    | Suiza        | 2   | 1     | 1      | 4     |
| 8    | Polonia      | 1   | 0     | 1      | 2     |
| 9    | Dinamarca    | 1   | 0     | 0      | 1     |
| 10   | Italia       | 0   | 1     | 3      | 4     |
| 11   | Países Bajos | 0   | 1     | 1      | 2     |
| 12   | Bélgica      | 0   | 0     | 3      | 3     |
| 13   | España       | 0   | 0     | 1      | 1     |
|      | TOTAL        | 72  | 71    | 79     | 212   |

1. 1 2 3  Incluye las medallas obtenidas por la RFA entre 1949 y 1990.